# Leucorrhinia proxima
Belted Whiteface or Red-waisted Whiteface (Leucorrhinia proxima) là một loài chuồn chuồn ngô thuộc họ Libellulidae. It is found across Canada as far phía bắc as Alaska và phía nam đến miền bắc parts of the United States.

## Hình ảnh

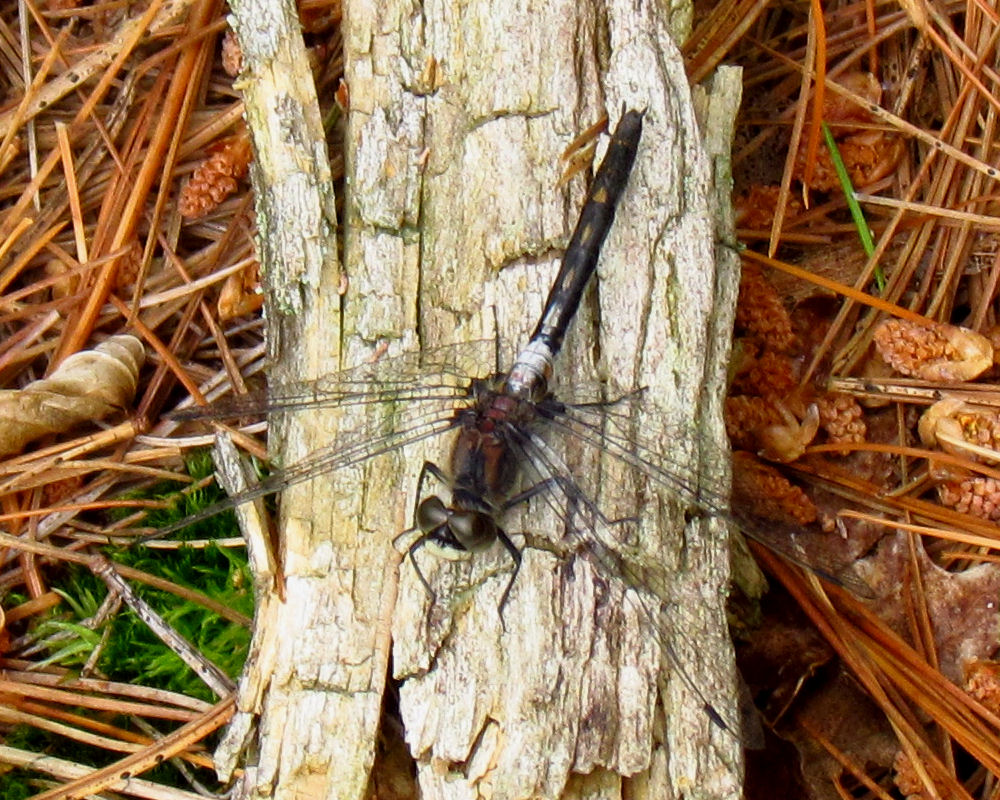
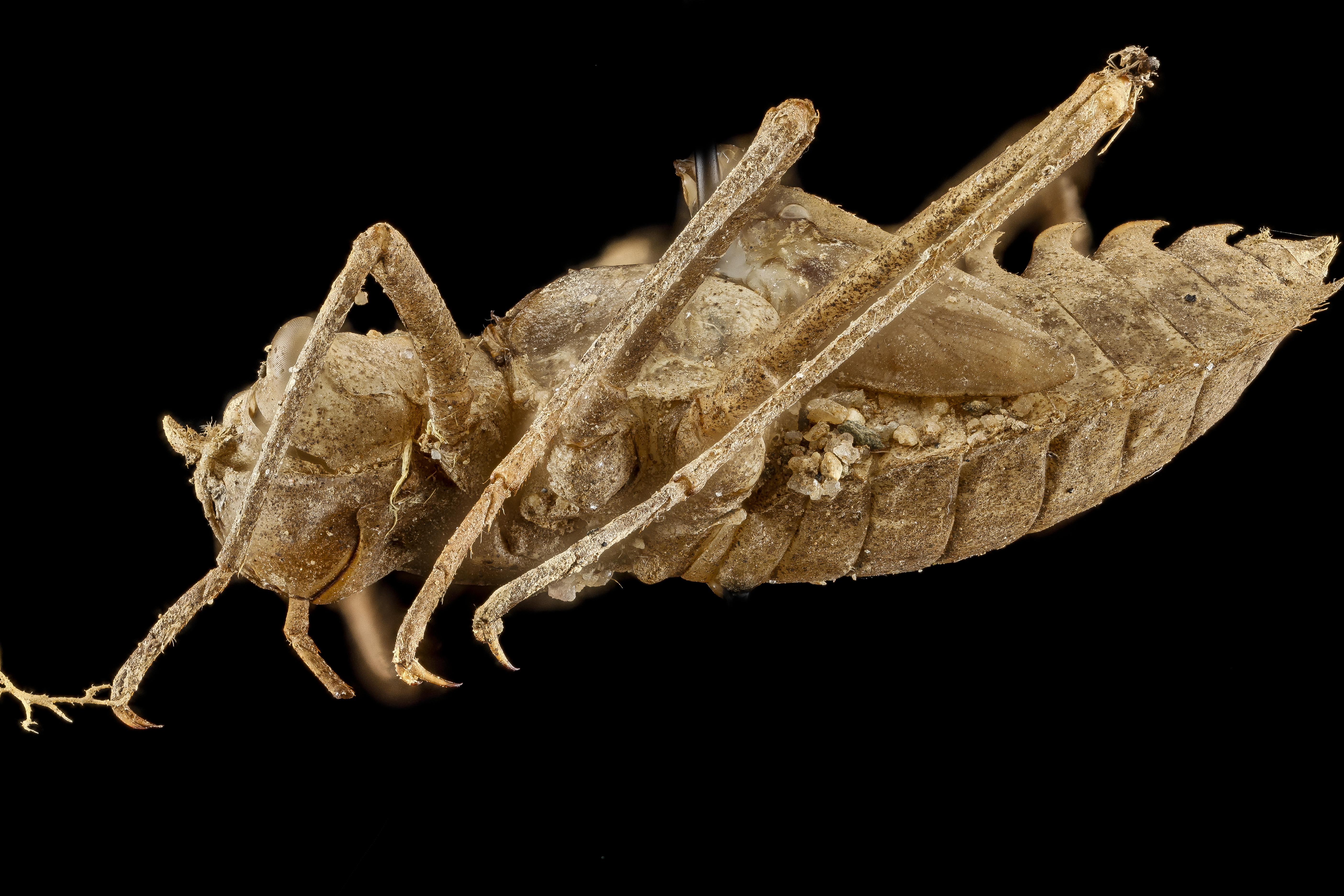